# Rhynchosia nyikensis
Rhynchosia nyikensis är en ärtväxtart som beskrevs av John Gilbert Baker. Rhynchosia nyikensis ingår i släktet Rhynchosia och familjen ärtväxter. Inga underarter finns listade i Catalogue of Life.